# Хамовники (район на Москва)
Хамовники е административен район на Централен окръг в Москва.